# Ingrid Aymat
Pas d'image ? Cliquez ici

a Compétitions nationales et continentales officielles uniquement.

b Matchs officiels uniquement.
Dernière mise à jour le 29 avril 2025.
Ingrid Aymat est une joueuse française de rugby à XV, née le 6 novembre 1971 à Lesparre-Médoc (Gironde). Elle occupe le poste de pilière.